# 基希讷乌
基希讷乌（羅馬尼亞語：Chișinău，發音：[kiʃiˈnəw] ⓘ）是东欧国家摩尔多瓦的首都及最大城市，也是该国的工业与商业中心，坐落在伯克河上。城区面积为120平方公里，整个市镇面积则为563平方公里。据2014年人口统计，市区人口数量为532,513人，而整个市镇人口数量则为662,836人。基希讷乌是摩尔多瓦经济最繁荣的城市以及最大的交通枢纽。

## 市名
市名的来源不明，但有一种说法是说“基希讷乌”一词源于古罗马尼亚语“chișla”（意为“泉水”或“水源”）和nouă（意为“新的”），因为在普希金街到阿尔比修拉街的拐角处有一个小泉井，基希讷乌就建在泉井周围。
另一个说法是由罗马尼亚的历史学家斯特凡·乔巴努阐述的，他所持的观点认为，罗马尼亚西部小城基希内乌克里什这个名字的形成同基希讷乌有相同之处，其罗马尼亚名源于其匈牙利名“基什耶纽”（Kisjenő）。基什耶纽之名是由“小”kis和896年进入潘诺尼亚平原的七个马扎尔人部落之一的“耶纽”Jenő构成。至少有24座城市名的后缀里带有“耶纽”。
在二十世纪之前，其罗马尼亚语写法是Chișineu，用摩爾多瓦語西里爾字母则写为Кишинэу。而基希讷乌的俄语名为“Кишинёв”（羅馬化：Kishinyov，發音：[kʲiʃɨˈnʲɔf]）。在苏联时期，中文曾根据俄语发音译为基什尼奥夫。

## 歷史
基希讷乌於1436年建成，當時是摩爾達維亞公國的一個修道院村落。16世紀成為鄂圖曼帝國的領土，在19世紀初期，該市已發展成為一個有人口7000人的小镇。在第七次俄土战争后，俄土两国签订布加勒斯特条约，基希讷乌一带被割讓予沙俄。割讓予沙俄後，它成為了俄國底下比薩拉比亞的首府，而人口亦穩步增長，從1862年的9.2萬人，增加至1900年的12萬5787人。
在1877年到1878年之間的俄土戰爭中，基希訥烏曾被俄軍方面作為侵攻土耳其方面的主要根據地，戰略地位重要。19世紀時，由於俄羅斯與波蘭等地越趨激烈的反猶情緒，許多猶太人陸續遷居至基希訥烏，導致1900年的人口統計中，該市有高達43%的人口是猶太族裔。
與俄國境內許多地區同樣，基希訥烏曾在1903年4月6日至4月7日，和1905年10月19日至10月20日發生兩場大型的反猶騷亂事件，史稱「基希涅夫反猶騷亂」。在這兩場反猶太暴動中，至少有47與19名猶太人在事件中死亡，導致隔年大批居住在東歐地區的猶太人移民至西歐或美國。
1917年俄羅斯革命後，摩爾多瓦地區趁機脫離俄國人的掌控，在該年12月2日宣布成立摩尔达维亚民主共和国，但卻在數天後遭羅馬尼亞軍隊佔領，並於1918年3月27日被羅馬尼亞王國合併，直到1940年連同摩尔達維亞被蘇聯佔領為止。第二次世界大戰期間，夾在諸多大國之間的摩爾多瓦淪為戰場，1941年6月22日蘇德戰爭時基希訥烏遭到空襲並被當時屬於軸心國陣線的羅馬尼亞王國重新奪回，但在1944年8月24日，又遭由東邊進攻的蘇聯佔領。基希訥烏在戰後成為新成立的摩尔达维亚苏维埃社会主义共和国的首都。
在蘇聯統治的期間，由於中央政府方面獎勵蘇聯各地的人口移居如摩達維亞這般新开发的地區，使得基希訥烏的人口在這段期間飛速成長，從1944年的25,000人左右暴漲到1950年時的134,000人。1991年蘇聯瓦解，摩爾多瓦獨立成為摩爾多瓦共和國，基希訥烏理所當然也成為新國家的首都所在地。

## 地理

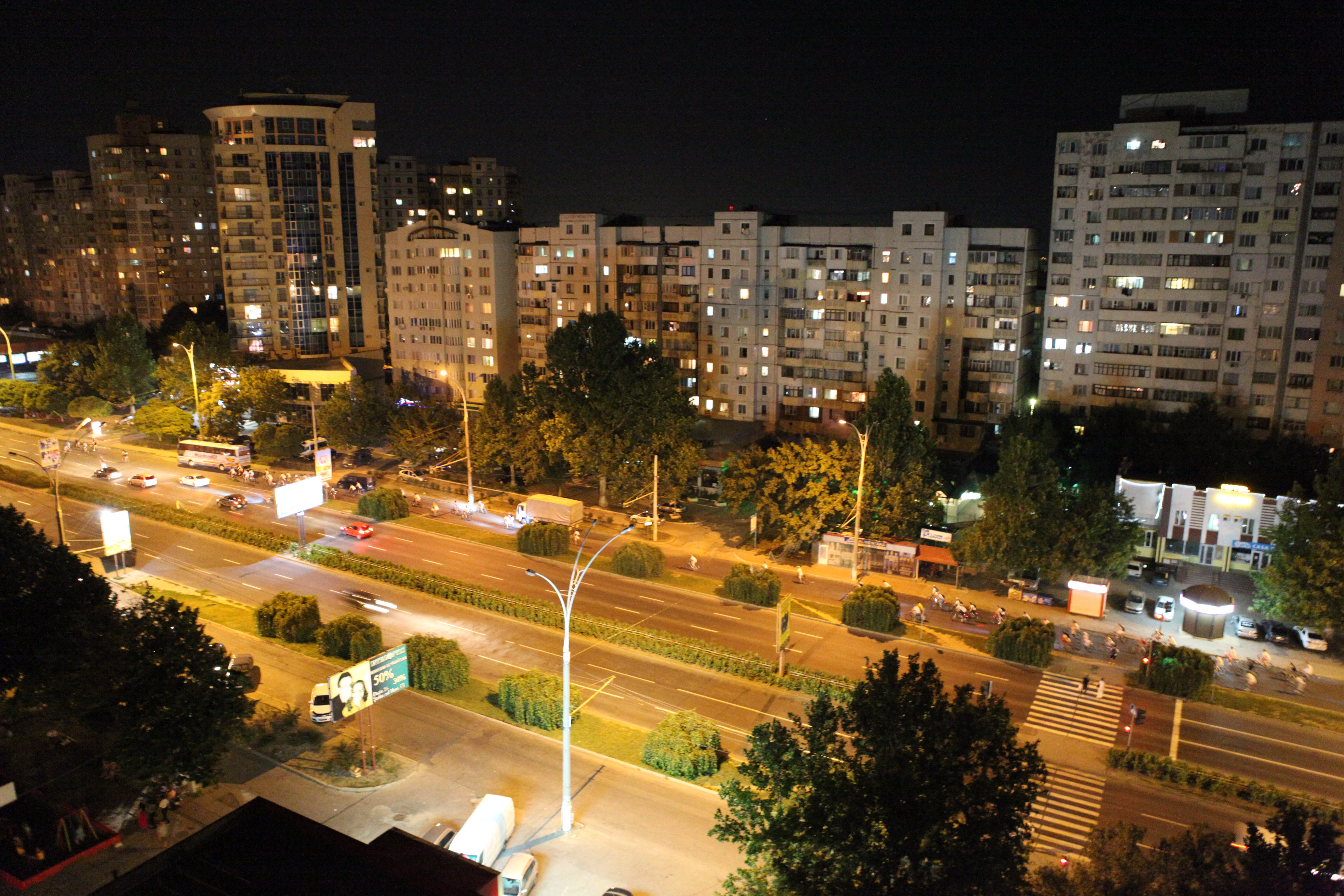
达契亚大道

該市位於德涅斯特河的支流伯克河（羅馬尼亞語：Bâc）上。城区面积为120平方公里，整个市镇面积则为563平方公里。

### 气候
| 基希讷乌                         | 基希讷乌      | 基希讷乌      | 基希讷乌     | 基希讷乌    | 基希讷乌    | 基希讷乌    | 基希讷乌     | 基希讷乌     | 基希讷乌    | 基希讷乌     | 基希讷乌     | 基希讷乌     | 基希讷乌      |
| 月份                             | 1月           | 2月           | 3月          | 4月         | 5月         | 6月         | 7月          | 8月          | 9月         | 10月         | 11月         | 12月         | 全年          |
| -------------------------------- | ------------- | ------------- | ------------ | ----------- | ----------- | ----------- | ------------ | ------------ | ----------- | ------------ | ------------ | ------------ | ------------- |
| 历史最高温 °C（°F）              | 15.5 (59.9)   | 20.7 (69.3)   | 25.1 (77.2)  | 31.6 (88.9) | 35.9 (96.6) | 37.5 (99.5) | 39.4 (102.9) | 39.2 (102.6) | 37.3 (99.1) | 32.6 (90.7)  | 23.6 (74.5)  | 18.3 (64.9)  | 39.4 (102.9)  |
| 平均高温 °C（°F）                | 0.9 (33.6)    | 2.6 (36.7)    | 8.1 (46.6)   | 15.4 (59.7) | 22.0 (71.6) | 25.2 (77.4) | 27.5 (81.5)  | 27.2 (81.0)  | 21.5 (70.7) | 15.1 (59.2)  | 7.5 (45.5)   | 2.3 (36.1)   | 14.6 (58.3)   |
| 日均气温 °C（°F）                | −1.9 (28.6)   | −0.8 (30.6)   | 3.7 (38.7)   | 10.4 (50.7) | 16.5 (61.7) | 19.9 (67.8) | 22.1 (71.8)  | 21.7 (71.1)  | 16.3 (61.3) | 10.5 (50.9)  | 4.1 (39.4)   | −0.6 (30.9)  | 10.2 (50.4)   |
| 平均低温 °C（°F）                | −4.3 (24.3)   | −3.6 (25.5)   | 0.2 (32.4)   | 5.9 (42.6)  | 11.6 (52.9) | 15.2 (59.4) | 17.3 (63.1)  | 16.9 (62.4)  | 12.0 (53.6) | 6.8 (44.2)   | 1.6 (34.9)   | −2.8 (27.0)  | 6.4 (43.5)    |
| 历史最低温 °C（°F）              | −28.4 (−19.1) | −28.9 (−20.0) | −21.1 (−6.0) | −6.6 (20.1) | −1.1 (30.0) | 3.6 (38.5)  | 7.8 (46.0)   | 5.5 (41.9)   | −2.4 (27.7) | −10.8 (12.6) | −21.6 (−6.9) | −22.4 (−8.3) | −28.9 (−20.0) |
| 平均降水量 mm（）                | 36 (1.4)      | 31 (1.2)      | 34 (1.3)     | 40 (1.6)    | 48 (1.9)    | 66 (2.6)    | 64 (2.5)     | 56 (2.2)     | 51 (2.0)    | 37 (1.5)     | 38 (1.5)     | 41 (1.6)     | 542 (21.3)    |
| 平均降雨天数                     | 8             | 7             | 11           | 13          | 14          | 14          | 12           | 10           | 10          | 10           | 11           | 9            | 129           |
| 平均降雪天数                     | 13            | 13            | 8            | 1           | 0           | 0           | 0            | 0            | 0           | 0            | 5            | 11           | 51            |
| 平均相對濕度（％）               | 82            | 78            | 71           | 63          | 60          | 63          | 62           | 60           | 66          | 73           | 81           | 83           | 70            |
| 月均日照時數                     | 74.4          | 81.9          | 124.0        | 186.0       | 254.2       | 282.0       | 297.6        | 294.5        | 225.0       | 170.5        | 75.0         | 58.9         | 2,124         |
| 来源1：Pogoda.ru.net             |               |               |              |             |             |             |              |              |             |              |              |              |               |
| 来源2：HKO (sun only 1961–1990). |               |               |              |             |             |             |              |              |             |              |              |              |               |

## 行政區劃

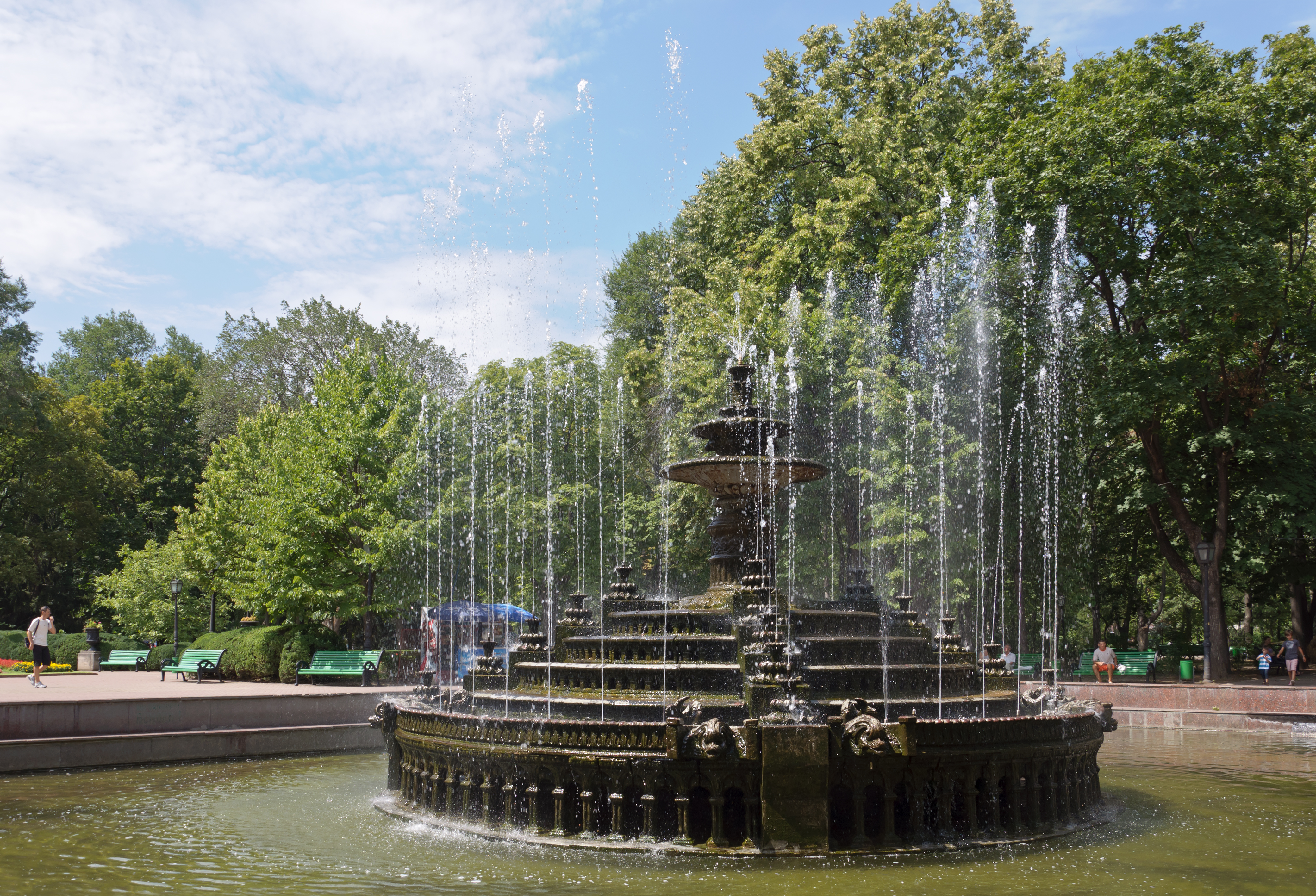
基希讷乌中央公园

全市共分成五個行政區，分別為：
- Centru
- Rîșcani
- Botanica
- Ciocana
- Buiucani

## 經濟
今日的奇西瑙是摩爾多瓦的主要工業與服務業中心。工業方面，主要的項目包括消費產品與電子產品製造、建築材料、機械、塑膠、橡膠與紡織。而服務業則主要包括銀行業與一般零售交易。

## 交通

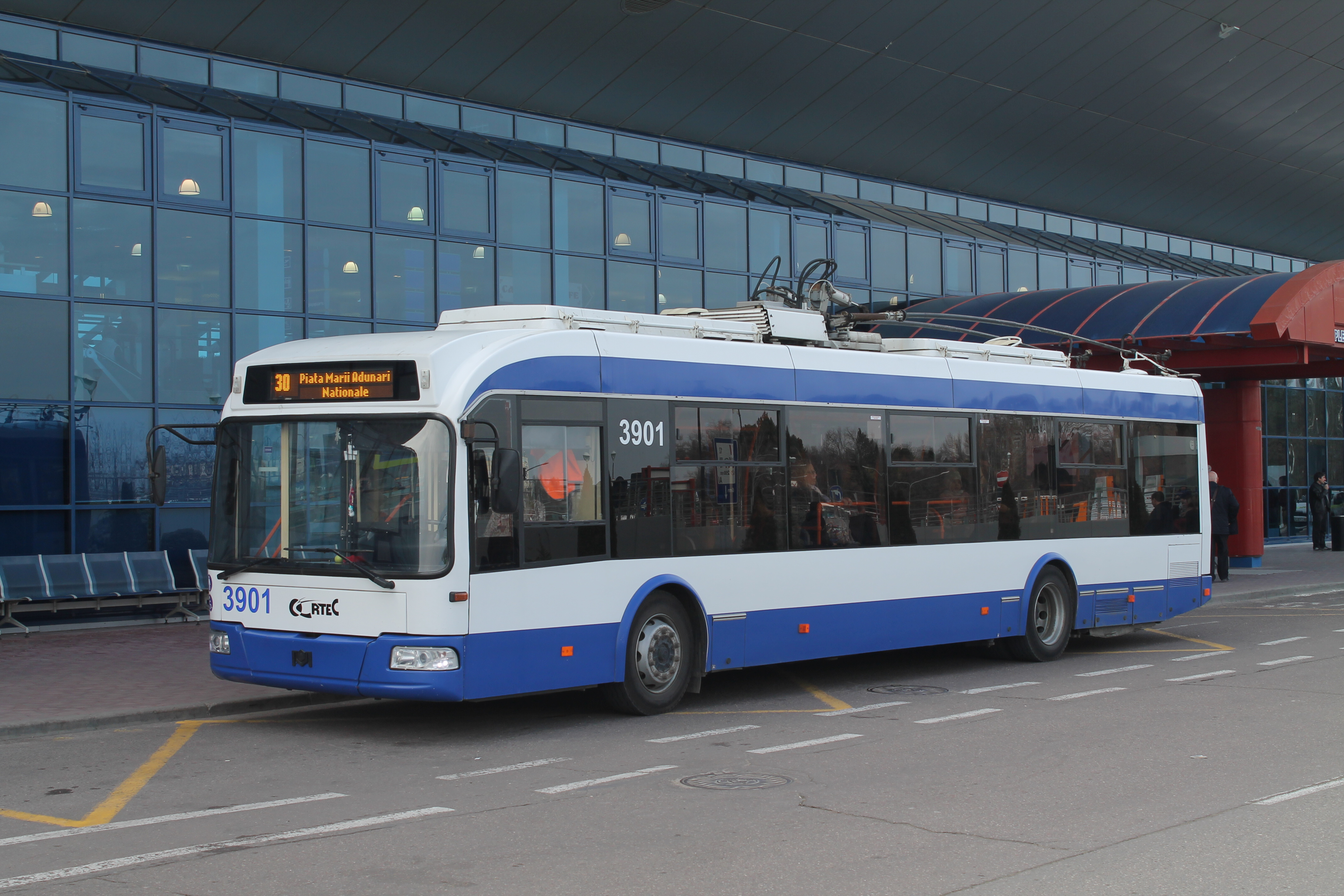
無軌電車

奇西瑙市區內有一個國際鐵路終點站和奇西瑙國際機場（Chișinău International Airport, KIV/LUKK）。公共汽车和无轨电车主要有三個終點站，除此之外，也有私人經營的計程車與迷你巴士系統，服務市區內的交通需求。

## 教育
奇西瑙境內有9所公立和8所私立大學，以及摩爾多瓦科學院（羅馬尼亞語：Academia de Științe a Moldovei）。

## 友好城市
- 法國 格勒诺布尔

## 圖集

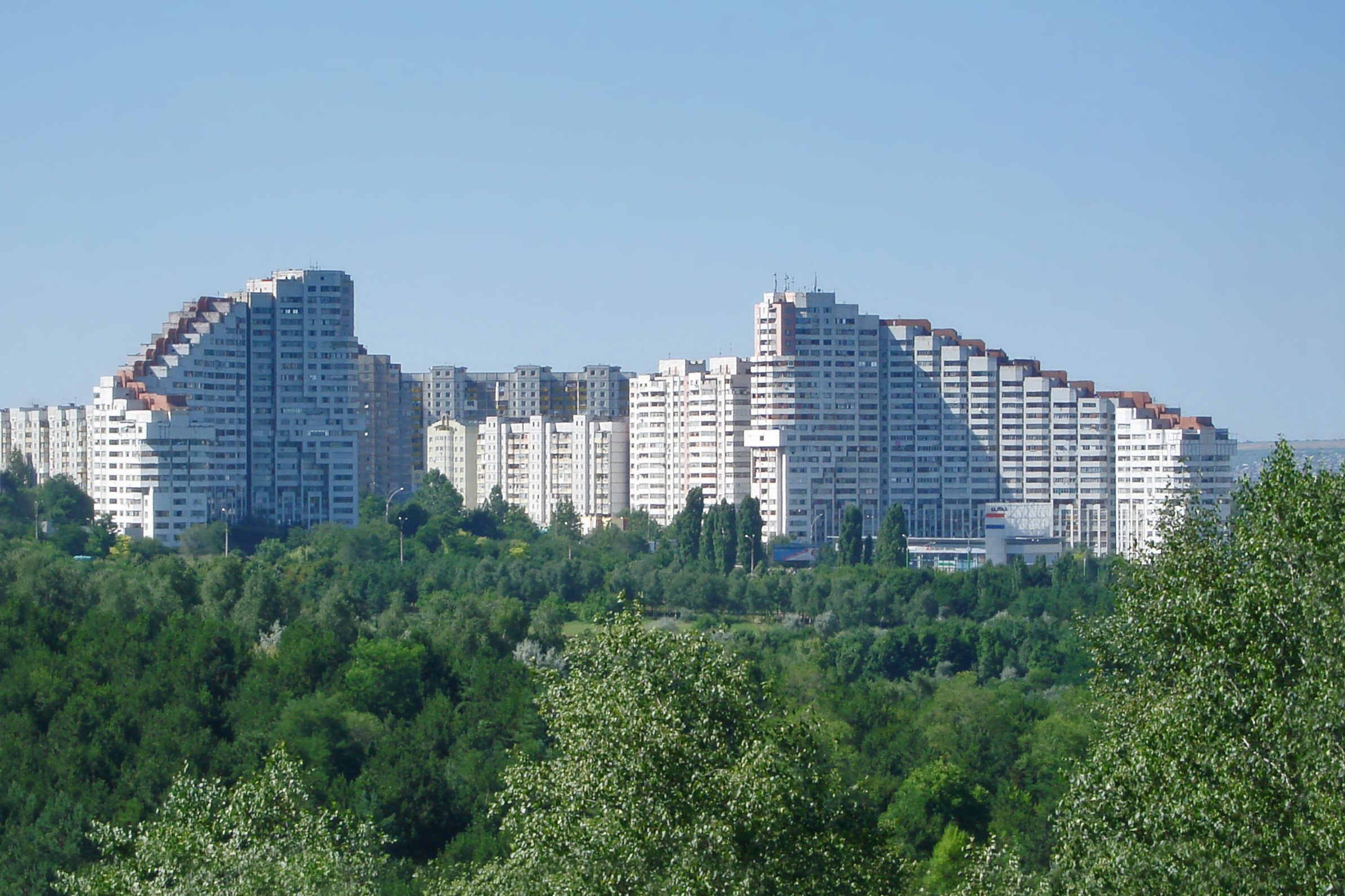
基希讷乌公共房屋
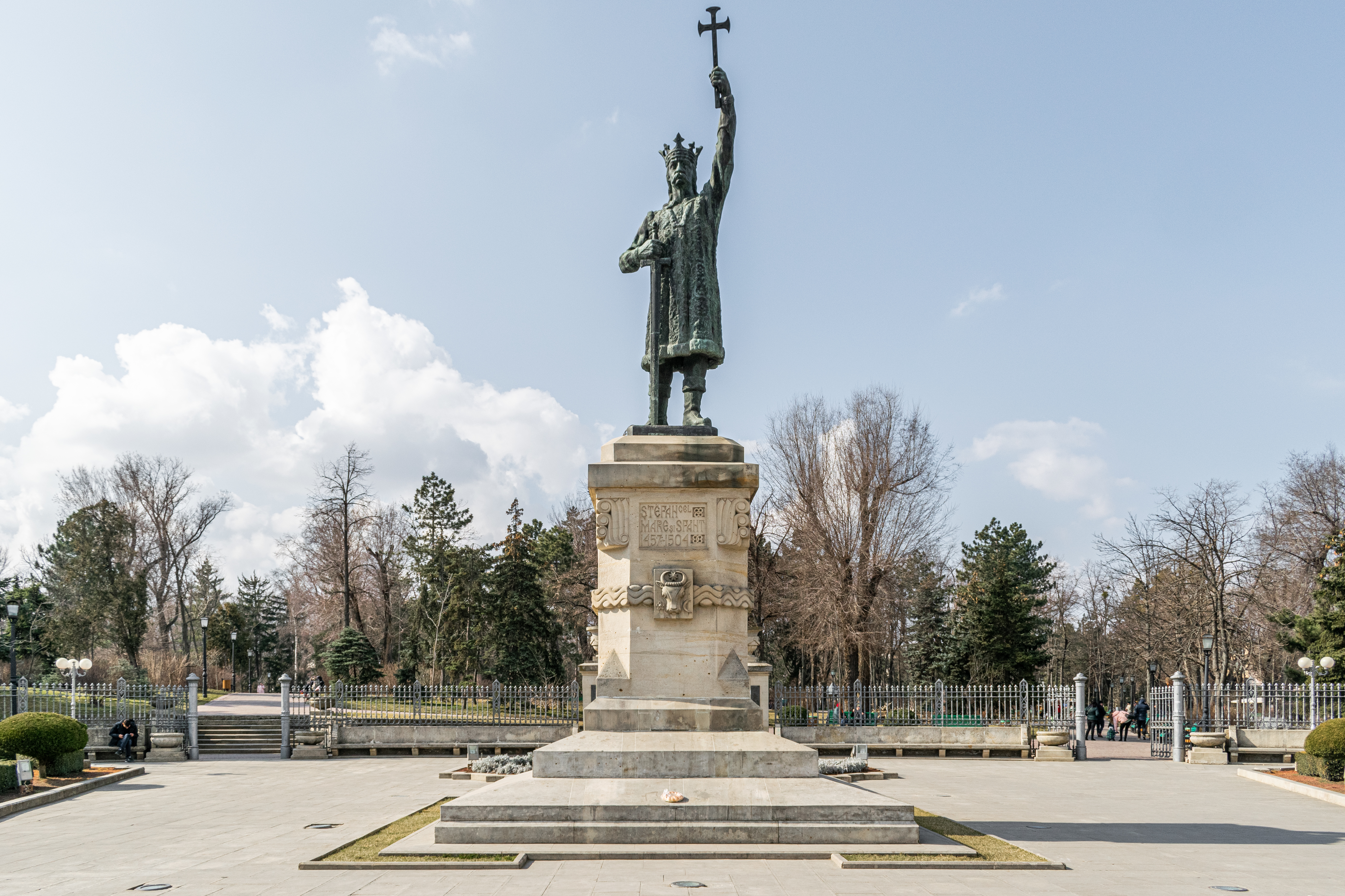
伟大的史蒂芬纪念碑
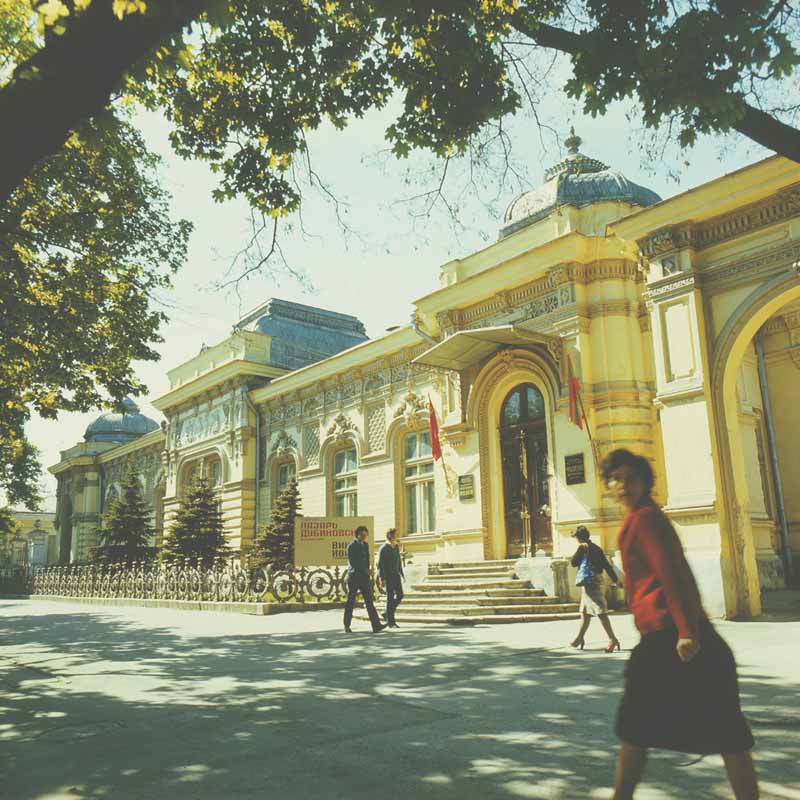
冷战时的国家美术馆
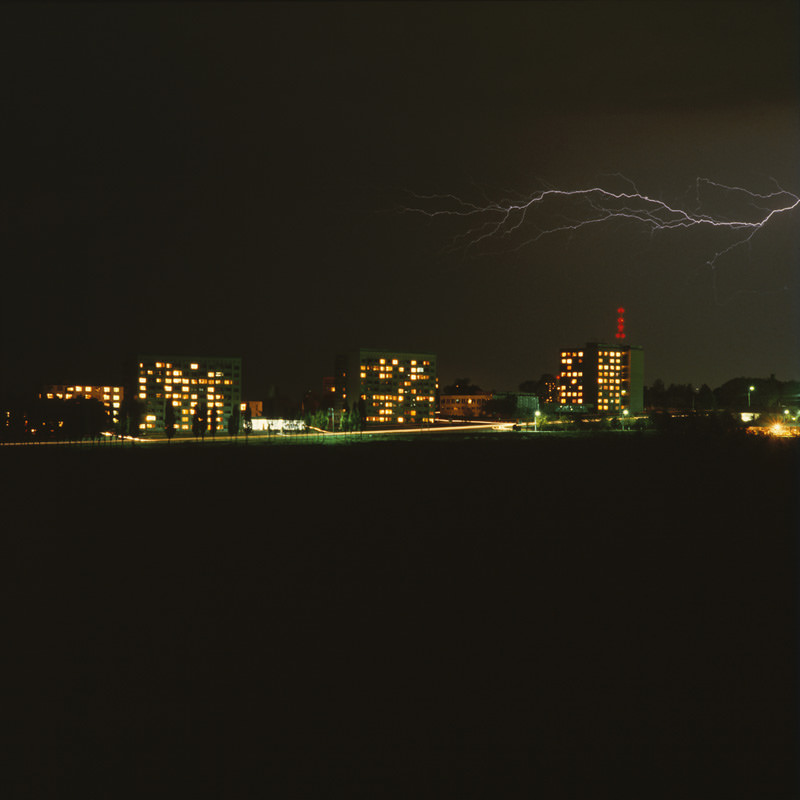
1980年基希讷乌夜景

## 外部連結
- 官方网站  （摩爾多瓦語和英語）